# Фрэнсис, Дик
Ричард Стэнли Фрэнсис (англ. Richard Stanley Francis; 31 октября 1920, Тенби, Пембрукшир, Уэльс, Великобритания — 14 февраля 2010, Большой Кайман, Острова Кайман, Великобритания), более известный как Дик Фрэнсис, — британский прозаик, автор биографических произведений и детективной литературы, журналист, жокей.
После военной службы в Королевских ВВС Фрэнсис работал жокеем, выиграл более 350 скачек и стал чемпионом Британской национальной охоты. Он получил известность также в связи со случаем на скачках 1956 года, когда он выступал в качестве жокея лошади королевы-матери, Девон Лох, которая, вырвавшись вперед и находясь на финишной прямой, упала. Фрэнсис вышел на пенсию в следующем году и стал журналистом, позже — писателем.
Наибольшую известность он получил как автор детективной прозы. Все его детективные романы связаны с преступлениями в мире скачек, причём преступник зачастую внешне производит впечатление респектабельной персоны. Истории, как правило, излагаются от первого лица — от имени одного из ключевых персонажей, часто жокея, иногда тренера, владельца лошадей, букмекера или представителя какой-либо другой профессии, но связанной со скачками и лошадьми. Рассказчик всегда сталкивается с большими препятствиями, часто включая физические травмы.
Более сорока из этих романов Дика Фрэнсиса стали международными бестселлерами. Некоторые некрологи писателя упомянули, что общий проданный тираж книг Фрэнсиса на момент смерти — около 60 миллионов.
Дик Фрэнсис был одним из любимейших авторов королевы Великобритании Елизаветы II.

## Биография

### Личная жизнь
Ричард Стэнли Фрэнсис родился 31 октября 1920 года в семье жокея и конюха и его жены. Существуют три версии места его рождения: уэльская деревня Coedcanlas, Пемброкшир, уэльский город Lawrenny и по крайней мере два из его некрологов заявили, что его место рождения был другой уэльский город, прибрежный город Тенби. В автобиографии Фрэнсис пишет, что он родился на ферме своих бабушки и дедушки по материнской линии в деревне Coedcanlas на устье реки Cleddau, примерно в миле к северо-западу от города Lawrenny. Его мать, вероятно, вернулась в родительский дом, чтобы родить ребёнка, как это было принято. Фрэнсис вырос в Беркшире, Англия. Он оставил школу в 15 лет без каких-либо квалификаций, намереваясь стать жокеем; к 1938 году он тренировал лошадей.
В октябре 1945 он встретил Мэри Маргарет Бренчли (17 июня 1924 — 30 сентября 2000) на свадьбе своего кузена; в большинстве совместных интервью они говорили, что это любовь с первого взгляда. Их семьи не были полностью довольны их помолвкой, однако Ричард Фрэнсис и Маргарет Бренчли вступили в брачный союз в июне 1947 года в Лондоне. Она получила степень по английскому и французскому языкам в Лондонском университете в 19 лет, была помощником режиссёра, позже работала в издательском деле. Она также имела лицензию пилота и руководила воздушным такси, её опыт использовался в некоторых романах Фрэнсиса, в том числе Flying Finish , «Крысиные бега» и Second Wind. Она заболела полиомиелитом во время беременности их первым ребёнком (Фрэнсис умело использовал этот горький жизненный опыт в своем романе «Ставка на проигрыш», который, по его словам, был одним из его любимых). У них было два сына: Меррик (род. 1949) и Феликс (род. 1953).

### Вторая мировая война
Во время Второй мировой войны Фрэнсис вызвался добровольцем, надеясь присоединиться к кавалерии. Вместо этого он служил в Королевских ВВС, работая наземным экипажем, а затем пилотировал истребители и бомбардировщики, включая истребители Spitfire и Hurricane, а также бомбардировщики Wellington и Lancaster. Большая часть его шестилетней служебной карьеры была проведена в Африке.

### Жокей
После ухода из военно-воздушных сил в 1946 году Фрэнсис стал успешным жокеем, достигнув статуса знаменитости в мире британских национальных скачек. Он выиграл более чем 350 скачек, став чемпионом два года подряд, в 1953 и 1954 годах.
Вскоре после того, как он стал профессионалом, ему предложили престижную работу первого жокея Вивиан Смит, леди Бистер.
С 1953 по 1957 год Фрэнсис был жокеем лошадей Елизаветы Боуз-Лайон, королевы-матери Великобритании. Хотя формально его карьера жокея закончилась в 1957 году, фактически это произошло на скачках 1956 года, когда Фрэнсис был жокеем на лошади королевы-матери, Девон Лох, когда лошадь по непонятным обстоятельствам, вырвавшись вперед и будучи на финишной прямой, упала. Десятилетия спустя Фрэнсис назвал это происшествие своим самым большим сожалением и «катастрофой огромных масштабов».
Ричард Фрэнсис получил несколько гоночных травм. Он был впервые госпитализирован после верховой езды в возрасте 12 лет, когда на него упал пони и сломал ему челюсть и нос. В 1957 году, после того как Фрэнсис потерпел ещё одно серьёзное падение, советник королевы-матери лорд Абергавенни сообщил ему, что она хочет, чтобы Фрэнсис завершил свою карьеру жокея.

#### Вклад
В 1983 году традиционные скачки Grand National на ипподроме Эйнтри в Англии «стояли на грани исчезновения», согласно изданию «Philadelphia Inquirer». Репортер новостей Дон Клиппингер написал:
Британский жокейский клуб заключил сделку на 14 миллионов долларов, чтобы выкупить землю и сохранить гонку навсегда. Единственная проблема заключалась в том, что у жокейского клуба не было 14 миллионов долларов, поэтому две выдающиеся скаковые личности — лорд Дерби и романист Дик Фрэнсис — были выбраны для сбора денег во всемирной кампании.

### Последние годы
В 1980-х Фрэнсис и его жена переехали во Флориду. В 1992 году они поселились в квартире в городе Джорджтауне на Каймановых островах, где Мэри умерла от сердечного приступа 30 сентября 2000 года в возрасте 76 лет после 53 лет их брака. Поминальная служба о миссис Фрэнсис проходила 29 ноября того же года в часовне королевы Савойи, где так же присутствовали Аластер Эйрд, представляющий королеву-мать, и Джон Мейджор. После смерти жены Ричард Френсис не написал ни одной книги вплоть до 2006 года (роман «По заказу», последний из серии о Сиде Холли). Начиная с романа 2007 года, «Ноздря в ноздрю», писал в соавторстве с младшим сыном Феликсом, который и после смерти отца продолжает самостоятельно писать и издавать романы под именем «Дик Френсис».
В 2006 году Ричарду Фрэнсису сделали операцию по шунтированию сердца, в 2007 году ему ампутировали правую ногу. Он умер от естественных причин утром 14 февраля 2010 года в своем доме на острове Большой Кайман, Острова Кайман, Великобритания, в возрасте 89 лет. Его пережили оба сына, пять внуков и один правнук.

## Творчество
Дик Фрэнсис является автором автобиографии, биографии другого жокея, Лестера Пигготта («A Jockey’s Life», 1986); он написал 43 детективных романа, из которых около 40 — международные бестселлеры. Его литературным дебютом стала автобиография «Спорт Королев» (1957), при написании которой ему предлагали помощь литературного негра, которую он отверг. Успех книги привёл к тому, что Фрэнсис стал на 16 лет корреспондентом лондонской газеты Sunday Express по ска́чкам.
Первым и наиболее удачным романом писателя стал «Фаворит» (1962) — детективная история из жокейской жизни, где в динамичной форме исследуется противостояние добра и зла. Шумный успех романа обусловил дальнейшее становление Фрэнсиса как писателя. В «Фаворите» проявилась и определяющая манера изложения — репортёрский стиль с подробной проработкой деталей и характеров персонажей, помноженный на знание темы. Криминальная подоплёка — не более чем оправа присущих всем романам духа гуманизма, романтики и познавательности. Впоследствии Фрэнсис регулярно выпускал по одному роману в год в течение следующих 38 лет, пропуская только 1998 год (в течение которого он опубликовал сборник рассказов), до 2000 года, когда умерла его жена Маргарет. Все книги Дика Фрэнсиса были установлены на аналогичном фоне, главными героями всегда были мужчины (исключением считается роман «Pulse: A Dick Francis Novel», который, тем не менее, был полностью написан сыном Дика Фрэнсиса, Феликсом Фрэнсисом, после смерти Дика). Все романы Фрэнсиса написаны от первого лица, где рассказчик по ходу рассказа узнает, что он более находчив, храбр, хитер, чем думал, и обычно находит определённое спасение для себя, а также дарует его другим. Фрэнсиса интересовали подробности чужих занятий, и он изучает работу в таких областях, как фотография, бухгалтерия, торговля драгоценными камнями и ресторанное обслуживание в трансконтинентальных поездах, но всегда в интересах сюжета. Неблагополучные семьи были той темой и сюжетной линией, которую он также эксплуатировал в своих произведениях.
В детективном творчестве Дика Фрэнсиса только два героя появились более чем в одном произведении: экс-жокей и частный детектив Сид Холли («Игра без козырей», «Твёрдая рука», «Дорога скорби», «По заказу», а также в «Refusal» (2013) Феликса Фрэнсиса) и Кит Филдинг («Напролом» и «Бойня»).
По словам обозревателя издания «The Houston Chronicle»:
[Фрэнсис] пишет правдоподобные сказки для взрослых - те, в которых актеры лучше, чем мы, но достаточно правдоподобны, чтобы заставить нас задаться вопросом, действительно ли мы не могли однажды попробовать подражать им.

### Типичный год Дика Фрэнсиса
В январе он садится писать, глядя на крайний срок:
«Мой издатель приезжает в середине мая, чтобы забрать рукопись, — говорит Дик Фрэнсис, — и надо успеть закончить рукопись к сроку».
Публикация книги состоится в Англии в сентябре. Американская публикация в прошлые годы была в феврале, хотя его новая книга, «Игра по правилам», будет опубликована в ноябре. Как только издатель забирает рукопись, Фрэнсис берёт отпуск, обдумывая сюжет своей следующей книги. Написание нового романа Дика Фрэнсиса начинается в конце лета и продолжается в течение всей осени, в то время как он готовится к своему рекламному туру для только что опубликованной книги. В январе он снова садится писать.
Фрэнсис не любит рекламные туры. Он не любит откровений, серьёзных изменений в жизни и близости со странными интервьюерами, и он говорит, что устаёт отвечать на одни и те же вопросы снова и снова.
Он избегает лекций. Он предпочёл бы, чтобы его романы и объём продаж говорили сами за себя… И хотя он может легко «уйти в отставку», он обнаруживает, что планирует свою новую книгу по окончании каждого лета.
Он говорит:
«Каждый из вас думает про себя: „это в последний раз“, но каждый раз вы начинаете всё снова. Если у вас есть деньги, и вы просто развлекаетесь, люди думают, что вы — бесполезный персонаж».Из интервью с Диком Фрэнсисом 1989 года

### Соавторы

#### Мэри Фрэнсис
Фрэнсис активно сотрудничал в своей литературной работе со своей женой Мэри до её смерти, что было неожиданностью для некоторых читателей и рецензентов. В 1981 Дон Клиппингер взял интервью у Фрэнсисов для издания «Philadelphia Inquirer» и написал, что
Когда Дик Фрэнсис в начале каждого января начинает писать еще один из своих популярных детективно-приключенческих романов, можно подумать, что у его жены Мэри появляется новое хобби... Например, в "Крысиных бегах" главный герой управлял службой воздушного такси, которая специализировалась на перевозке жокеев, тренеров и владельцев лошадей на дальние  ипподромы. До того, как эта книга вышла в 1970 году, миссис Фрэнсис получила лицензию пилота и управляла собственной службой воздушного такси. Новый роман Фрэнсиса, "Рефлекс змеи", построен вокруг фотографии, и, конечно же, Мэри Фрэнсис стала совершенной за камерой и в темной комнате...
По словам журналистки Мэри Аморосо,
Мэри Фрэнсис проводит большую часть исследований для романов своего мужа: она зашла так далеко, что даже научилась летать на самолете. Она также редактирует его рукописи и служит советчиком для развития сюжетной линии и характера.
Фрэнсис сказал интервьюерам Джин Свенсон и Дину Джеймсу:
Мы с Мэри работали в команде. … Я часто говорил, что был бы счастлив увидеть на обложке оба наших имени. Семья Мэри всегда называла меня Ричардом. Я — Ричард, Мэри — Мэри, а Дик Фрэнсис — мы вдвоем.
Мэри Фрэнсис помогла своему мужу в написании и редактировании множества его романов, и её вклад неоднократно отмечался самим Ричардом Фрэнсисом, однако значение работы миссис Фрэнсис, по мнению некоторых, недооценено. К примеру, Грэм Лорд (1943—2015) в написанной им биографии Дика Фрэнсиса «Скачка жизни» (англ. A racing life) утверждал, что она была литературным негром своего мужа.

#### Феликс Фрэнсис
Литературный агент Дика Фрэнсиса (и соавтор его более поздних книг) был его младший сын, Феликс Фрэнсис, который оставил свой пост учителя физики в школе Bloxham в Оксфордшире, чтобы работать на своего отца. Феликс был вдохновителем главного героя, стрелка и учителя физики, в романе «Двойная осторожность». Старший сын Дика Фрэнсиса, Меррик, был тренером скаковых лошадей и позже управлял своим собственным бизнесом транспортировки лошадей, и который вдохновил отца на написание романа «Движущая сила».
Дик Фрэнсис написал в соавторстве с сыном Феликсом четыре романа: «Ноздря в ноздрю» (2007), «Заезд на выживание» (2008), «Пятьдесят на пятьдесят» (2009), «Перекрёстный галоп» (2010). С момента смерти Дика Фрэнсиса в 2010 году, Феликс полностью самостоятельно написал и опубликовал восемь детективных романов с псевдонимом отца на обложке: «Dick Francis’s Gamble» (2011), «Dick Francis’s Bloodline» (2012), «Dick Francis’s Refusal» (2013), «Dick Francis’s Damage» (2014), «Front Runner: A Dick Francis Novel» (2015), «Triple Crown: A Dick Francis Novel» (2016), «Pulse: A Dick Francis Novel» (2017), «Crisis: A Dick Francis Novel» (2018).

### Признание
Дик Фрэнсис — единственный трехкратный лауреат премии Эдгара По, присуждаемой авторам детективной прозы за лучший детективный роман; Дик Фрэнсис получал премию в 1970 («Ставка на проигрыш», 1968), 1981 («Твёрдая рука», 1979) и 1996 («Дорога скорби», 1995) годах. Британская ассоциация писателей-криминалистов наградила Дика Фрэнсиса премиями «Серебряный кинжал», «Золотой кинжал» и «Бриллиантовый кинжал». Писателю так же была присуждена ещё одна пожизненная награда за его литературные достижения — университет Тафтса присвоил ему почетную докторскую степень в 1991 году.
В 1996 году ему была присуждена премия Grand Master Award, считающаяся наиболее престижной из всех присуждаемых премий Ассоциацией детективных писателей США. В 2000 году Фрэнсису была присуждена Премия Агаты Кристи за жизненные достижения. Ричард Фрэнсис стал офицером Ордена Британской империи (OBE) в 1983 году и назначен командующим Орденом Британской империи (CBE) в 2000 году.
Мэри Аморосо писала в 1989 году, что романы Дика Фрэнсиса переведены на 22 языка.
Дик Фрэнсис был избран в 1999 году членом Королевского литературного общества.

### Романы
| Год  | Название                  | Вариант названия                                                   | Англ. название      | Синопсис |
| ---- | ------------------------- | ------------------------------------------------------------------ | ------------------- | --- |
| 1957 | «Спорт королев»           |                                                                    | The Sport of Queens | Автобиографические заметки о жокейской карьере писателя. |
| 1962 | «Фаворит»                 |                                                                    | Dead Cert           | Конь по кличке Адмирал падает на скачках без причины, насмерть задавив жокея. Другой жокей расследует обстоятельства этой смерти. |
| 1964 | «Нерв»                    | «Смерть на ипподроме», «Кураж», «Подлость»                         | Nerve               | Выясняя обстоятельства загадочного самоубийства своего приятеля, жокей Роберт Финн сталкивается со странной полосой роковых случайностей. Его обвиняют в потере мужества в скачках (куража), но он убеждён в противоположном, и пытается выяснить, от кого исходят эти козни. |
| 1965 | «Последний барьер»        | «Ради острых ощущений»                                             | For Kicks           | Конезаводчик Дэниел Рок по просьбе графа Октобера расследует странные случаи на скачках. Некоторым лошадям явно дают допинг, который, однако, не может выявить ни одна экспертиза. |
| 1965 | «Игра без козырей»        | «Без шансов», «Ни шанса на удачу»                                  | Odds Against        | Первый роман про Сида Холли, однорукого сыщика. Поправляясь после тяжелого ранения в доме у тестя, Сид Холли знакомится с земельным аферистом Крэем. Расследование Сида помогает спасти один из лучших ипподромов от рейдерства. |
| 1966 | «Бурный финиш»            | «Полет к финишу», «Финальный полёт», «Смертельная транспортировка» | Flying Finish       | У молодого бедного аристократа лорда Генри Грэя два увлечения — стипль-чез и авиация. Во время работы в компании по авиатранспортировке лошадей он начинает замечать махинации его владельца: от финансовых до исчезновения людей. Генри пытается разобраться во всём этом и едва не погибает. |
| 1967 | «Охота на лошадей»        | «Игра со смертью», «Краденая кровь»                                | Blood Sport         | Сотрудник контрразведки в отпуске занимается расследованием похищений породистых лошадей в США. |
| 1968 | «Ставка на проигрыш»      | «Расплата»                                                         | Forfeit             | Спортивный репортер, у которого парализована жена, ввязывается в расследование. |
| 1969 | «Расследование»           |                                                                    | Enquiry             | Жокея и его работодателя, тренера скаковых лошадей, несправедливо лишают лицензии на работу. Жокей пытается выяснить, кто их подставил. |
| 1970 | «Крысиные бега»           | «Крысиные гонки»                                                   | Rat Race            | Профессиональный пилот Мэтт Шор вынужден работать в службе воздушных такси. Основным его клиентом становится жокей Колин Росс, которого нужно оперативно доставлять на скачки. Соприкоснувшись с миром скачек, Мэтт становится свидетелем преступлений и мошенничества, которых не может допустить. |
| 1971 | «Перелом»                 |                                                                    | Bonecrack           | Из-за травмы отца сын тренера, антиквар, вынужден взять на себя руководство конюшней, а также нанять жокеем сына шантажирующего его мафиозо. |
| 1972 | «Дьявольский коктейль»    | «Дымовая завеса», «Скованный в пустыне»                            | Smokescreen         | Популярный актёр летит в ЮАР, чтобы выяснить, почему лошади одной старой леди так плохо выступают. Оказывается, у него есть недоброжелатель, сильно желающий его смерти. |
| 1973 | «Смертельная скачка»      | «Санный след»                                                      | Slay-ride           | Сотрудник отдела расследований Британского жокей-клуба Дэвид Кливленд приезжает в Норвегию, чтобы расследовать исчезновение английского жокея Боба Шермана. Пережив в ходе расследования несколько покушений, Дэвид понимает, что дело приняло опасный оборот, и смерть Шермана может быть не последней… |
| 1974 | «Сокрушительный удар»     |                                                                    | Knockdown           | Бывший жокей-стиплер Джонас Дерхем зарабатывает продажей лошадей, он успешный барышник. Но его щепетильность и неуступчивость очень не нравится его конкурентам, которые решают раздавить его в назидание остальным. |
| 1975 | «Высокие ставки»          |                                                                    | High Stakes         | Обманывая владельца скаковых лошадей Стивена Скотта, тренер не ожидал, что далёкий от скакового бизнеса изобретатель-разработчик механических игрушек окажется отнюдь не дураком. Скотт не только раскрывает обман, но и придумывает хитроумный план, как вернуть похищенное. |
| 1976 | «В мышеловке»             | «Тропою риска», «В рамке»                                          | In the Frame        | Художник Чарльз Тодд обнаруживает, что дом его кузена ограблен, а молодая жена убита. В дальнейшем, познакомившись с женщиной, чей дом подвергся похожему ограблению, Чарльз обращает внимание, что пострадавшие перед этим посещали Австралию и покупали там картину Маннинга. Поэтому он летит в Австралию, ибо обстоятельства преступления указывают на то, что именно там следует искать злоумышленников. |
| 1977 | «Риск»                    |                                                                    | Risk                | Аудитора и жокея-любителя Рональда Бриттена похищают на яхте, а когда он убегает, похищают снова. Он пытается выяснить, что является причиной его похищений — скачки или аудиторская деятельность. |
| 1978 | «Предварительный заезд»   |                                                                    | Trial Run           | Бывший жокей Рэндолл Дрю по просьбе принца летит в Москву накануне Олимпиады-80, чтобы расследовать, насколько реальна угроза от «Алёши» для юного лорда Фаррингфорда, который намеревается участвовать в Олимпиаде. |
| 1979 | «Твердая рука»            | «Закулисная игра»                                                  | Whip Hand           | Второй роман про Сида Холли. Сид расследует аферу, в которую случайно попала его бывшая жена, занимаясь благотворительной деятельностью. |
| 1980 | «Рефлекс змеи»            | «Отражение», «Шантаж»                                              | Reflex              | Жокей Филипп Нор не понимает, кому мог помешать фотограф Джордж Миллес, и за что преследуют его семью. Получив «в наследство» коробку с подпорченными негативами и будучи сам неплохим фотографом, Филипп начинает понимать, что открыл настоящий «ящик Пандоры». |
| 1981 | «Двойная осторожность»    |                                                                    | Twice Shy           | Компьютерная система оценки шансов лошади на выигрыш — мечта любого игрока. Цепь преступлений, связанных с этой системой, навсегда изменят жизнь учителя физики Джонатана Дерри, а потом и жизнь его брата — бывшего жокея Уильяма Дерри. |
| 1982 | «Банкир»                  |                                                                    | Banker              | Молодой банкир даёт кредит на покупку жеребца-производителя. Но жеребята рождаются с дефектами, что грозит разорением конезаводчику и проблемами для банка. |
| 1983 | «След хищника»            | «Опасность»                                                        | The Danger          | Сотрудник консультационной фирмы по проблемам похищений Эндрю Дуглас ведёт переговоры с похитителями девушки-жокея Алессии Ченчи. Это похищение человека, связанного с конным бизнесом, оказывается не единственным. |
| 1984 | «Торговец забвением»      |                                                                    | Proof               | Виноторговца и знатока лошадей Тони Бича привлекают к расследованию деятельности подпольного бизнеса по фальсификации французских вин и шотландского виски. |
| 1985 | «Напролом»                |                                                                    | Break In            | Первый роман про Кита Филдинга, помогающего своей сестре-близнецу и её мужу, конюшню которых кто-то задался целью разорить. |
| 1986 | «Бойня»                   |                                                                    | Bolt                | Второй роман про Кита Филдинга. Он помогает тете своей невесты, принцессе Кассилии и её мужу, которые становятся объектом шантажа. |
| 1987 | «Горячие деньги»          |                                                                    | Hot Money           | Жокей-любитель Ян Пемброк расследует убийство пятой жены и покушения на жизнь его отца-миллионера. Подозревая, что к этому причастен кто-то из многочисленных родственников, Ян сталкивается с их самыми разнообразными чувствами — завистью, ненавистью, комплексами, любовью…. |
| 1988 | «На полголовы впереди»    |                                                                    | The Edge            | Сотрудник службы безопасности Жокей-клуба отправляется в Канаду, чтобы в роли официанта в рейсе «Скакового поезда» воспрепятствовать преступлениям и получить улики на преступника. |
| 1989 | «Игра по правилам»        |                                                                    | Straight            | Профессиональный жокей Дерек Фрэнклин после гибели брата наследует его фирму оптовой торговли полудрагоценными камнями, а также двух скаковых лошадей. Пытаясь разыскать партию алмазов, купленных братом незадолго до смерти, и напав на след махинаций ипподромных дельцов, Дерек оказывается на пути беспощадных преступников.                                                                             |
| 1990 | «Испытай себя»            |                                                                    | Longshot            | Начинающего писателя, специализирующегося на книгах по теории выживания, нанимает тренер скаковых лошадей для написания его биографии. Череда дальнейших событий даёт писателю возможность проверить свою теорию выживания на практике. |
| 1991 | «Лучше не возвращаться»   |                                                                    | Comeback            | Молодой дипломат Питер Дарвин возвращается из-за границы в городок, где провёл детство, и оказывается втянутым в расследование загадочных смертей лошадей в ветеринарной клинике. Кому выгодно подставить молодого хирурга-ветеринара Кена и разорить клинику? Как оказывается, преступления уходят своими корнями в прошлое…                                                                                 |
| 1992 | «Движущая сила»           |                                                                    | Driving Force       | В фирме бывшего жокея Фредди Крофта, который занимается перевозками лошадей а автофургонах, начинают происходить странные вещи: труп пассажира, скрытые контейнеры под фургонами, смерть автомеханика… Чтобы сохранить свой бизнес и доброе имя, Фредди приходится самому сопоставлять факты и докапываться до истины.                                                                                        |
| 1993 | «Миллионы Стрэттон-Парка» |                                                                    | Decider             | Талантливый архитектор Ли Моррис никогда не хотел иметь ничего общего с семьёй бывшего мужа своей матери — Стрэттонами, которые не могут поделить наследство. Но складывается иначе — он хочет отплатить добром леди Стрэттон и попадает в непростую ситуацию, которая угрожает жизни его детей. |
| 1994 | «Дикие лошади»            |                                                                    | Wild Horses         | Кинорежиссёр, а в прошлом жокей, Томас Лайон снимает фильм на основе реальных событий, произошедших 26 лет назад в городе его детства. Желание узнать побольше о реальных участниках тех событий оборачивается скандальной статьёй в газете против Лайона, а также угрозами и нападениями на членов съемочной группы и самого режиссёра.                                                                      |
| 1995 | «Дорога скорби»           |                                                                    | Come to Grief       | Третий роман про Сида Холли. Сид расследует дело о покалеченном пони. Улики указывают на его друга… На Сида обрушивается волна грязи и обструкций. |
| 1996 | «По рукоять в опасности»  |                                                                    | To the Hilt         | Александр Кинлох — талантливый молодой художник, он живёт уединённо в горах Шотландии. Но ему придётся оставить своё занятие, чтобы спасать от краха пивоваренный завод отчима. Также его преследуют из-за фамильных реликвий, которые его попросили спрятать — кубка и рукояти церемониальной шпаги клана Кинлохов.                                                                                          |
| 1997 | «Серый кардинал»          |                                                                    | 10 LB. Penalty      | Отец Бенедикта Джулиарда — Джордж Джулиард принял решение баллотироваться в парламент. Но его предвыборную кампанию постоянно пытаются сорвать, а его самого убить. Бенедикт пытается оградить отца от опасностей, исходящих непонятно откуда… |
| 1998 | «Скачка тринадцати»       |                                                                    | Field of Thirteen   | Короткие рассказы |
| 1999 | «Второе дыхание»          |                                                                    | Second Wind         | Перри Стюарт, физик по образованию, синоптик по профессии и тайный агент в душе, оказывается участником цепи загадочных событий, связанных и с первым, и со вторым, и с третьим. А начиналось все как шутка: два друга, один из которых пилот-любитель, мечтали пролететь через «глаз» бури — центр тропического урагана.                                                                                     |
| 2000 | «Осколки»                 |                                                                    | Shattered           | Гибель жокея Мартина Стакли переворачивает размеренную жизнь стеклодува Джерарда Логана. Загадочная видеокассета, которую дали на хранение Стакли, становится причиной многочисленных «новогодних сюрпризов», из-за которых Логану приходится осваивать профессию частного детектива. |
| 2006 | «По заказу»               | «Чужие приказы»                                                    | Under Orders        | Новое расследование частного детектива Сида Холли. Он давно привык рисковать собственной жизнью, но теперь маньяк открыто покушается на самого близкого Сиду человека — его подругу Марину. |
| 2007 | «Ноздря в ноздрю»         | «Смертельная охота»                                                | Dead Heat           | В соавторстве с Феликсом Фрэнсисом. Кому-то выгодно опорочить доброе имя ресторана «Торба», шеф-поваром и совладельцем которого является Макс Мортон, устроив отравление на обслуживаемом им банкете? Или отравление и последующий взрыв трибуны — звенья одной цепи? Чтобы выяснить это молодому шеф-повару придётся посетить много мест, многого лишиться, но найти любовь и наказать преступников.         |
| 2008 | «Заезд на выживание»      | «Адвокатская мантия»                                               | Silks               | В соавторстве с Феликсом Фрэнсисом. Джеффри Мейсон, адвокат и жокей-любитель, оказывается втянут в ужасную историю из-за того, что не сумел оправдать в суде некоего Джулиана Трента, выродка и психопата, чья вина ни у кого вроде бы не вызывала сомнений. |
| 2009 | «Пятьдесят на пятьдесят»  |                                                                    | Even Money          | В соавторстве с Феликсом Фрэнсисом. Неожиданное появление отца, которого он считал погибшим, изменило заурядную жизнь букмекера Тэдди Тэлбота. Пытаясь понять, что за человек был его отец, Тэдди открывает семейные тайны, становится объектом нападений, и успешно противостоит крупной букмекерской конторе, которая хочет контролировать его бизнес.                                                      |
| 2010 | «Перекрестный галоп»      |                                                                    | Crossfire           | В соавторстве с Феликсом Фрэнсисом.Том Форсит после ранения во время военной операции в Афганистане возвращается в дом своей матери — успешного тренера скаковых лошадей. Но как оказалось, Том попал на другую войну, с вероломством, шантажом и захватом заложников, где его навыки и знания профессионального военного становятся отнюдь не лишними.                                                       |

### Рассказы
«Скачка тринадцати» («Field of Thirteen», 1998) — единственный сборник рассказов в творчестве Дика Фрэнсиса:
- Raid at Kingdom Hill (The rape of Kingdom Hill/The race at Kingdom Hill)
- Dead on red
- Song for Mona
- Bright white star
- Collision course
- Nightmare (Nightmares) Nattmara
- Carrot for a chestnut
- The gift (A day of wine and roses/The big story)
- Spring fever
- Blind chance (Twenty-one good men and true)
- Corkscrew
- The day of the losers
- Haig’s death

## Экранизации
- В 1974 году роман Дика Фрэнсиса «Фаворит» был экранизирован британским кинорежиссёром Тони Ричардсоном — фильм «Фаворит». Главную роль исполнила знаменитая британская актриса Джуди Денч[38][39]
- В 1976 году в СССР на студии «Молдова-фильм» снят художественный телефильм «Фаворит» (132 мин.). Режиссёр Василе Брескану, сценаристы Гелий Рябов, Алексей Нагорный, оператор Леонид Проскуров. В ролях Арнис Лицитис, Ромуальдас Раманаускас, Вячеслав Гостинский, Афанасий Тришкин, Александр Сныков, Геннадий Чулков, Вадим Вильский, Борис Миронюк, Мара Звайгзне, Стяпас Юкна, Никита Третьяков, Илие Гуцу, Ион Унгуряну, Эльза Радзиня.
- В 1979 году английская телекомпания Yorkshire Television (YTV) выпустила на экраны мини-сериал «The Dick Francis Thriller: The Racing Game» по произведениям Дика Фрэнсиса[40].
- В 1989 году были экранизированы ещё три произведения: «Охота на лошадей»[41], «Мышеловка»[42] и «Двойная осторожность»[43]; роль главного героя Дэвида Кливленда (имя ранее упомянутое лишь однажды, в романе «Смертельная скачка») исполнил Иэн Макшейн.